# Paul Rolin
Pour les articles homonymes, voir Rolin.
Le baron Paul Rolin (né le 9 avril 1924 à Bruxelles et mort le 3 juillet 2015 à Wavre) est un dessinateur et concepteur de terrains de golf.

## Biographie
Paul Rolin est le fils du baron Jean Rolin (1890-1964) et de Louise Rolin Hymans (1902-1954).
Il a été huit fois champion de golf et champion de Belgique, entre 1946 et 1966, et a remporté le Prix du Roi quatre fois, de 1955 à 1958. 
Après sa carrière de sportif de haut niveau, il entreprend une seconde et brillante carrière en tant que concepteur de terrains de golf.

### Mariage et descendance
En 1949, il épouse Yolande Merlin (1924-2004), fille du baron Tristan Merlin et de la comtesse Simone de Borchgrave d'Altena. Cette dernière est la petite-fille du sculpteur Arthur du Passage. 
Le baron et la baronne Paul Rolin ont eu cinq enfants.
Leur petite-fille Laetitia Rolin épouse en 2008 le prince Philipe de Ligne, petit-fils du prince Antoine de Ligne.